# Epidendrum syringothyrsis
Epidendrum syringothyrsis là một loài thực vật có hoa trong họ Lan. Loài này được Rchb.f. ex Hook.f. mô tả khoa học đầu tiên năm 1875.